# استاروچوکوروو
استاروچوکوروو (انگلیسی: Starochukurovo) یک شهرک در شهرستان تاتیشلینسکی استان باشقیرستان کشور روسیه است.